# Mimosa glaucescens
Mimosa glaucescens är en ärtväxtart som beskrevs av Jean Louis Marie Poiret. Mimosa glaucescens ingår i släktet mimosor, och familjen ärtväxter.

## Underarter
Arten delas in i följande underarter:
- M. g. glaucescens
- M. g. ramosa